# Pomacentrus moluccensis
A donzela-limão (Pomacentrus moluccensis) é uma espécie de donzela nativa do oeste do Oceano Pacífico, podendo ser encontrada dês das Ilhas Ryukyu e Okinawa, sul do Japão para o Mar das Molucas até a Austrália e Lord Howe, incluindo Vanuatu e Tonga. é uma espécie de peixe capaz de enxergar o espectro ultravioleta da luz. São muito populares no comércio de aquários por conta de sua coloração amarelada brilhante e da recomendação para iniciantes no hobby.